# Nord de Califòrnia

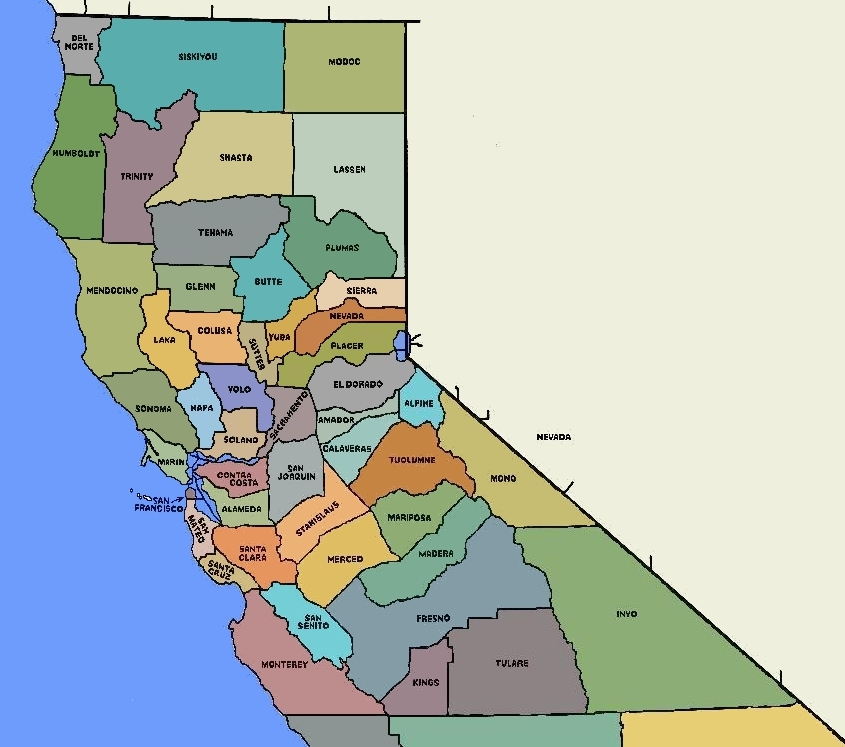
Mapa que mostra els comtats del Nord de Califòrnia

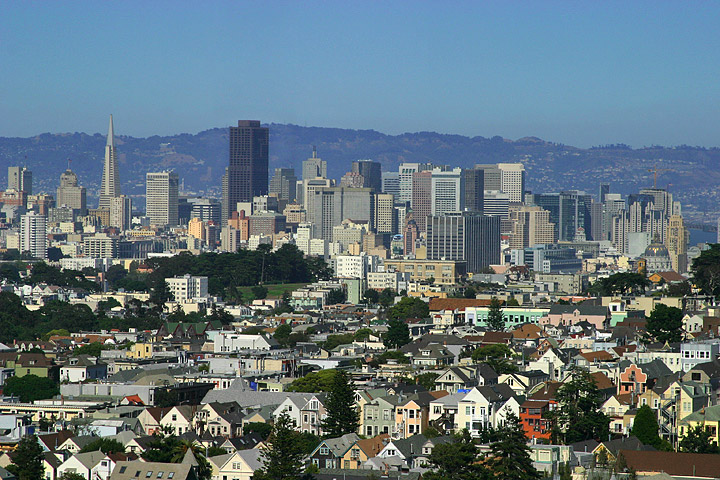
San Francisco és la principal ciutat de la regió.

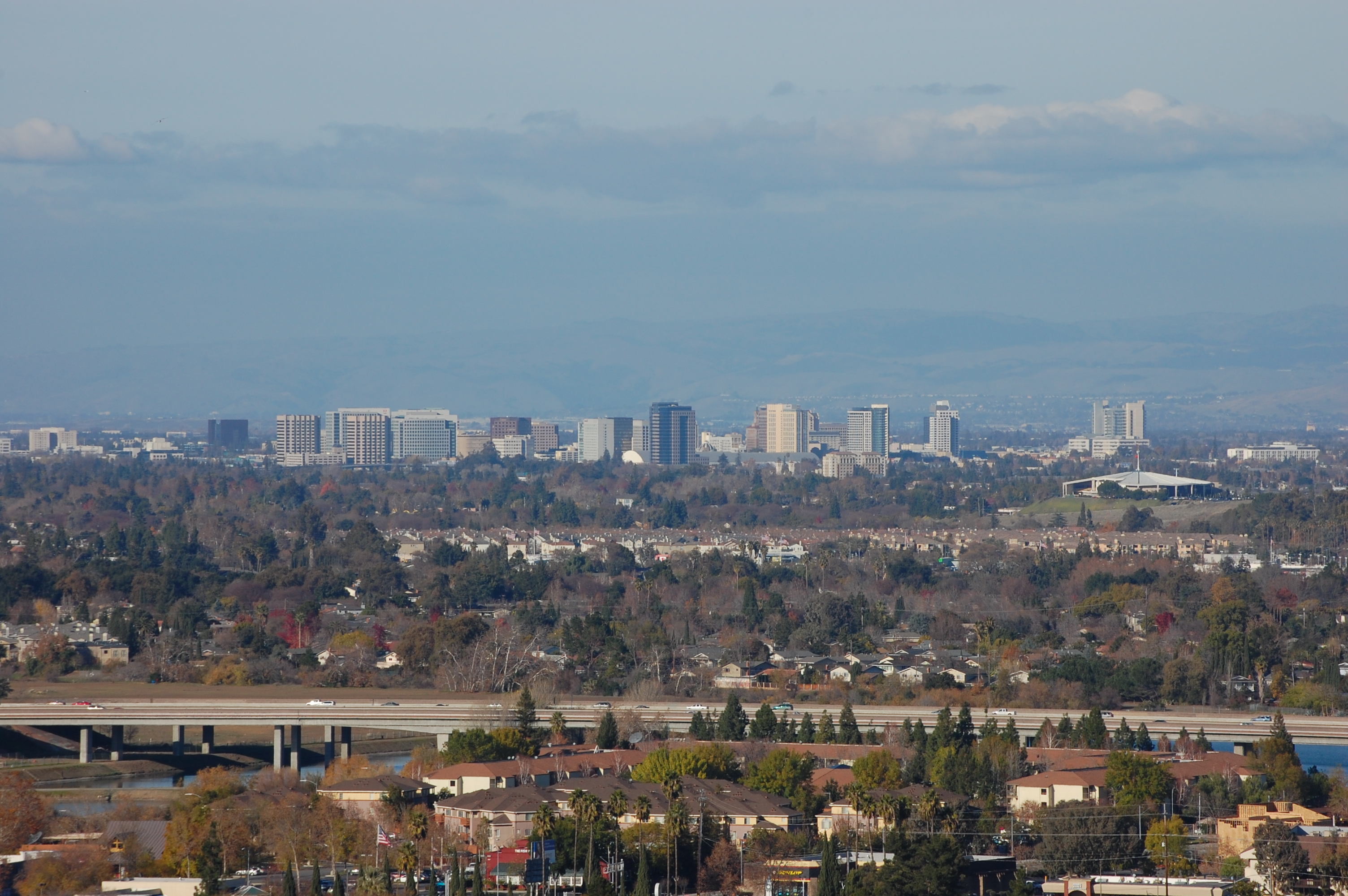
San José

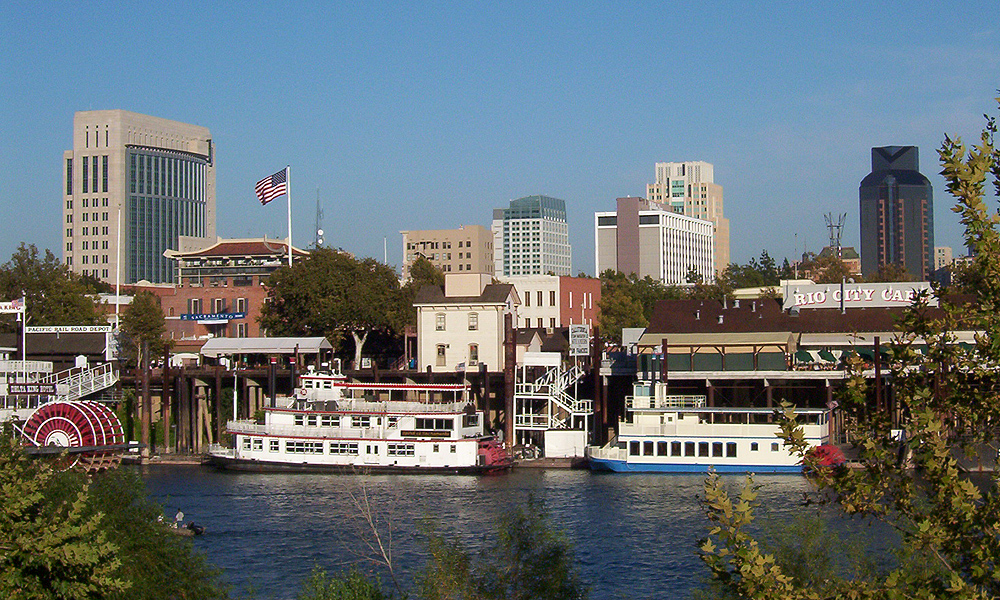
Sacramento

La Regió del Nord de Califòrnia (en anglès Northern California, o, abreujadament, NorCal) fa referència a la part nord de l'Estat de Califòrnia (Estats Units), i abasta tots els comtats de l'estat llevat dels 10 que són part de la regió del Sud de Califòrnia. Les seves característiques més conegudes són el bell litoral, el clima mediterrani, la baixa densitat de la població (excepte pel que fa a l'àrea de San Francisco i la regió metropolitana de Sacramento) i els boscos. El nord de Califòrnia té una població de 15.028.392 habitants.